# De Volksbank
De Volksbank was de Nederlandse bankorganisatie achter ASN Bank, BLG Wonen, RegioBank en SNS. De bank richt zich op het aanbieden van hypotheek-, betaal- en spaarproducten voor particulieren. Met een balanstotaal van € 71 miljard was het in 2023 de vierde bank van Nederland. Per 1 juli 2025 is de naam "de Volksbank" gewijzigd naar "ASN Bank".

## Geschiedenis
De geschiedenis van de Volksbank gaat terug tot 1817. In dat jaar werd de eerste Nederlandse spaarbank opgericht als Nutsspaarbank. Sparen was toen vooral een middel om de zelfredzaamheid van Nederlanders te bevorderen.
In 1997 kocht de SNS Groep (de bankgroep der Nederlandse Staat) alle aandelen REAAL Groep van de vakbond FNV. Beide bedrijven gingen verder als SNS REAAL. SNS REAAL heeft sinds 18 mei 2006 een notering op de Euronext in Amsterdam. Ongeveer twee derde van de aandelen blijft in handen van een stichting. SNS REAAL concentreert zich volledig op de Nederlandse markt. SNS Bank onderscheidt zich door de focus op hypotheken en vermogensopbouw (sparen en beleggen) voor particulieren en het midden- en kleinbedrijf (MKB).
Op 1 juli 2007 is RegioBank van ING Bank officieel overgenomen door SNS REAAL. RegioBank ging sindsdien samen verder met een andere tak van SNS REAAL, CVB Bank, onder de naam SNS Regio Bank. Samen bedienen ze 538 zelfstandig adviseurs in kleine dorpen en steden. Vanaf 1 december 2010 is RegioBank de nieuwe naam van deze bank.
Na de nationalisatie van SNS REAAL kwamen in 2015 de aandelen van SNS Holding B.V., die op haar beurt alle aandelen houdt in SNS Bank N.V., in handen van NL Financial Investments (NLFI). SNS REAAL verkoopt dan de aandelen SNS Bank. NLFI heeft de marktwaarde van SNS Bank laten taxeren en deze kwam uit op € 2,5-2,9 miljard. Op basis hiervan is de koopprijs vastgesteld op € 2,7 miljard.
In december 2015 werd SNS Securities verkocht aan NIBC. SNS Bank N.V. wil zich richten op het aanbieden van hypotheek-, betaal- en spaarproducten voor particulieren en hier pasten de activiteiten van SNS Securities niet meer bij. De verkoop resulteerde voor SNS Bank N.V. in een aanzienlijk boekverlies. Eind juni 2016 was de verkoop van SNS Securities afgerond.
Op 27 september 2016 maakte SNS Bank N.V. bekend om met ingang van 1 januari 2017 verder te gaan onder de naam de Volksbank, een naam die beter past bij de missie en strategie. SNS Holding B.V. is hernoemd naar Volksholding. Gelijktijdig werd de structuur aangepast: de zelfstandige dochterondernemingen ASN Bank en RegioBank leverden hun bankvergunning in en gingen verder als onderdeel van de Volksbank.
In februari 2023 maakte minister van Financiën Sigrid Kaag bekend nog dit jaar een besluit te nemen over een mogelijke verkoop van de Volksbank. De Volksbank is reeds tien jaar voor 100% in staatshanden. Kaag wilde eerst wachten tot de bank genoeg vorderingen heeft gemaakt met de twee jaar geleden ingezette koerswijziging, maar wil nu sneller duidelijkheid geven.
In augustus 2023 kreeg De Volksbank het zware verwijt dat het onvoldoende maatregelen neemt en controles uitvoert om witwassen en terrorismefinanciering tegen te gaan. De Nederlandsche Bank heeft De Volksbank opgedragen de witwascontroles te verbeteren voor 1 april 2024 en onderzoekt of er ook een boete kan worden opgelegd. Eind januari 2025 kreeg De Volksbank alsnog twee boetes opgelegd van in totaal € 20 miljoen, een boete van € 15 miljoen vanwege een gebrekkig risicomanagement en € 5 miljoen voor overtredingen in de witwascontroles.
In juni 2024 gaf de NLFI aan de regering het advies De Volksbank of onderhands te verkopen of de aandelen op de beurs te introduceren. De bank kampt nog met relatief hoge kosten in vergelijking tot andere Nederlandse banken. In november 2024 werd een grote reorganisatie bekendgemaakt. De Volksbank gaat de vier merken, SNS, ASN Bank, RegioBank en BLG Wonen samenvoegen, met alleen nog het merk ASN Bank. Verder gaan 700 tot 750 banen verloren, waarbij gedwongen ontslagen niet zijn uitgesloten. Dit banenverlies moet leiden tot een jaarlijkse kostenbesparing van circa € 70 miljoen. Verder worden in het land vestigingen gesloten. Het programma heeft een looptijd van drie jaar.

## Activiteiten

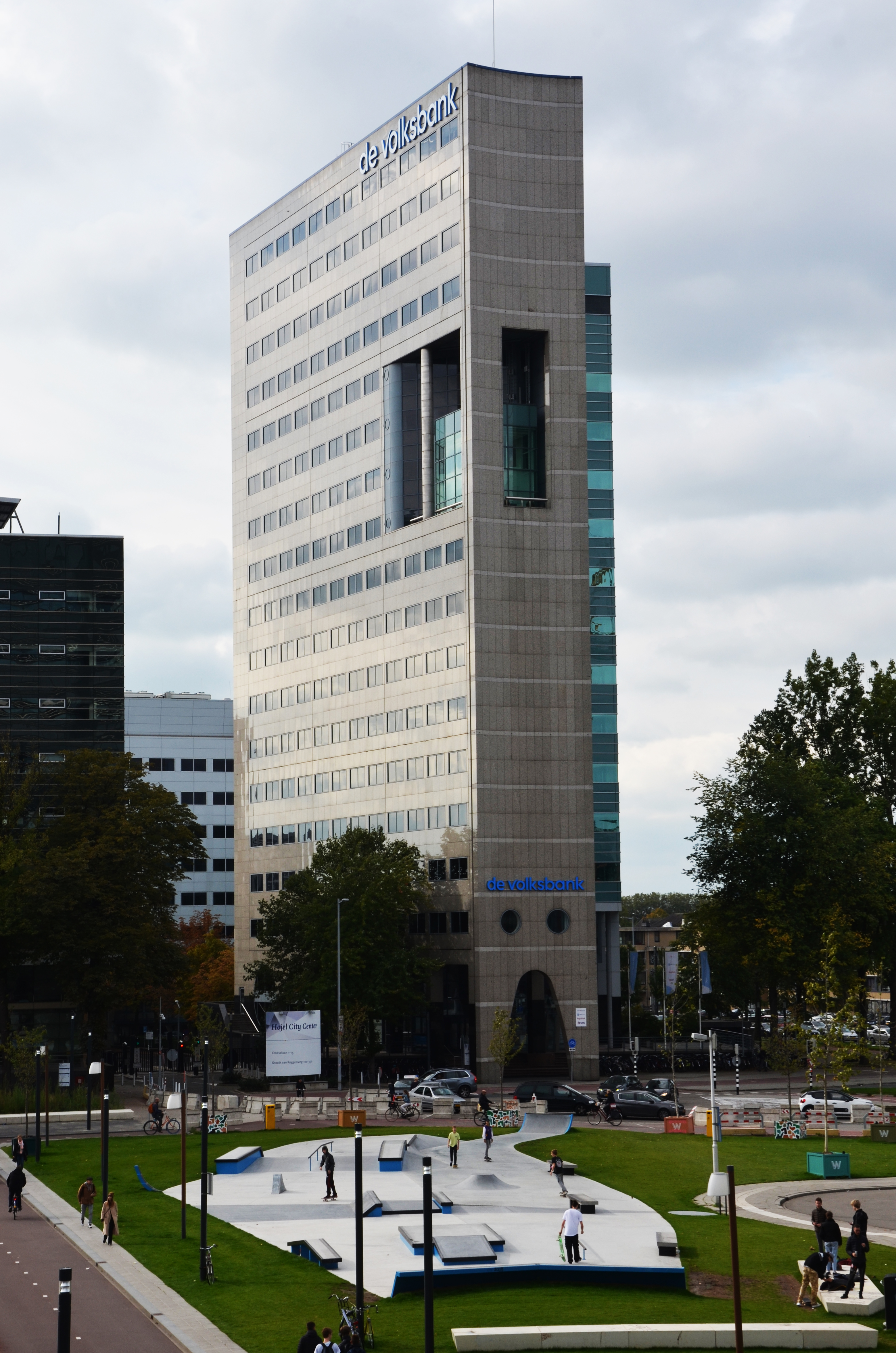
Het hoofdkantoor in Utrecht.

De Volksbank telde per eind 2023 iets meer dan 1,3 miljoen multi-klanten en heeft in Nederland een marktaandeel van ongeveer 10% in de spaarmarkt en van zo'n 6% in de hypotheekmarkt.
De bank voert vier merken waaronder bankiersactiviteiten worden aangeboden:
- SNS: algemene consumentenbank;
- ASN Bank: bank met duurzaamheidsoogmerk;
- BLG Wonen: aanbieder van hypotheken en spaarrekeningen;
- RegioBank: bank-intermediair.

De bancaire diensten die onder deze handelsnamen worden aangeboden, vallen sinds 2017 onder één bankvergunning en daarmee onder dezelfde noemer van het depositogarantiestelsel.

### Financiële resultaten
Na de nationalisatie van SNS REAAL in februari 2013 zijn veel niet-bankactiviteiten verkocht en blijft de Volksbank als eenheid achter. Uiteindelijk wil de Nederlandse staat de bank weer verkopen. In de onderstaande tabel staan enkele belangrijke financiële gegevens van de Volksbank sinds 2012. In 2020 werd een reorganisatievoorziening van € 45 miljoen genomen voor de implementatie van de strategie 2021-2025 van de bank. De bank verwacht hiermee het aantal arbeidsplaatsen met 400-500 te kunnen reduceren in de komende drie jaar. In 2023 was het rendement op het eigen vermogen van de bank 11,4% (2022: 5,2%). Over 2023 heeft het bestuur besloten een dividend uit te keren van € 164 miljoen, dit is 40% van de nettowinst.
| Jaar | Totale baten | Nettowinst | Nettowinst (geschoond) | Tier-1 ratio | Rentemarge  |
| ---- | ------------ | ---------- | ---------------------- | ------------ | ----------- |
| 2012 | € 835        | € 88       | € 124                  | 7,7%         | niet bekend |
| 2013 | € 1043       | € 184      | € 263                  | 16,6%        | 1,23%       |
| 2014 | € 1099       | € 151      | € 294                  | 18,3%        | 1,43%       |
| 2015 | € 1125       | € 348      | € 335                  | 25,3%        | 1,52%       |
| 2016 | € 1034       | € 349      | € 374                  | 29,2%        | 1,48%       |
| 2017 | € 1028       | € 329      | € 316                  | 34,3%        | 1,50%       |
| 2018 | € 958        | € 268      | € 268                  | 35,5%        | 1,47%       |
| 2019 | € 929        | € 275      | € 275                  | 32,6%        | 1,37%       |
| 2020 | € 923        | € 174      | € 208                  | 32,1%        | 1,30%       |
| 2021 | € 827        | € 162      | € 145                  | 22,7%        | 1,11%       |
| 2022 | € 965        | € 191      | € 174                  | 20,3%        | 1,15%       |
| 2023 | € 1414       | € 431      | € 431                  | 20,2%        | 1,80%       |

De rentemarge is aanvankelijk nog opgelopen waardoor de baten toenamen. In 2017 kwam hierin een kentering en daalde de marge mede door de zeer lage en zelfs negatieve rente door ingrijpen van de Europese Centrale Bank (ECB). De winst exclusief bijzondere lasten reflecteert deze ontwikkeling. Dankzij een kapitaalinjectie van ruim twee miljard euro van de Nederlandse staat in 2013 en de onteigening van achtergestelde obligaties die de noodzakelijk afboeking op het onroerend goed ruimschoots overtrof, is het Tier 1-kapitaal sterk gestegen waardoor ook de Tier 1-ratio boven het vereiste minimum is uitgekomen. Voor 2025 streeft de bank naar een Tier-1 ratio van minstens 17%.